# شنود ارتباطات مخابراتی

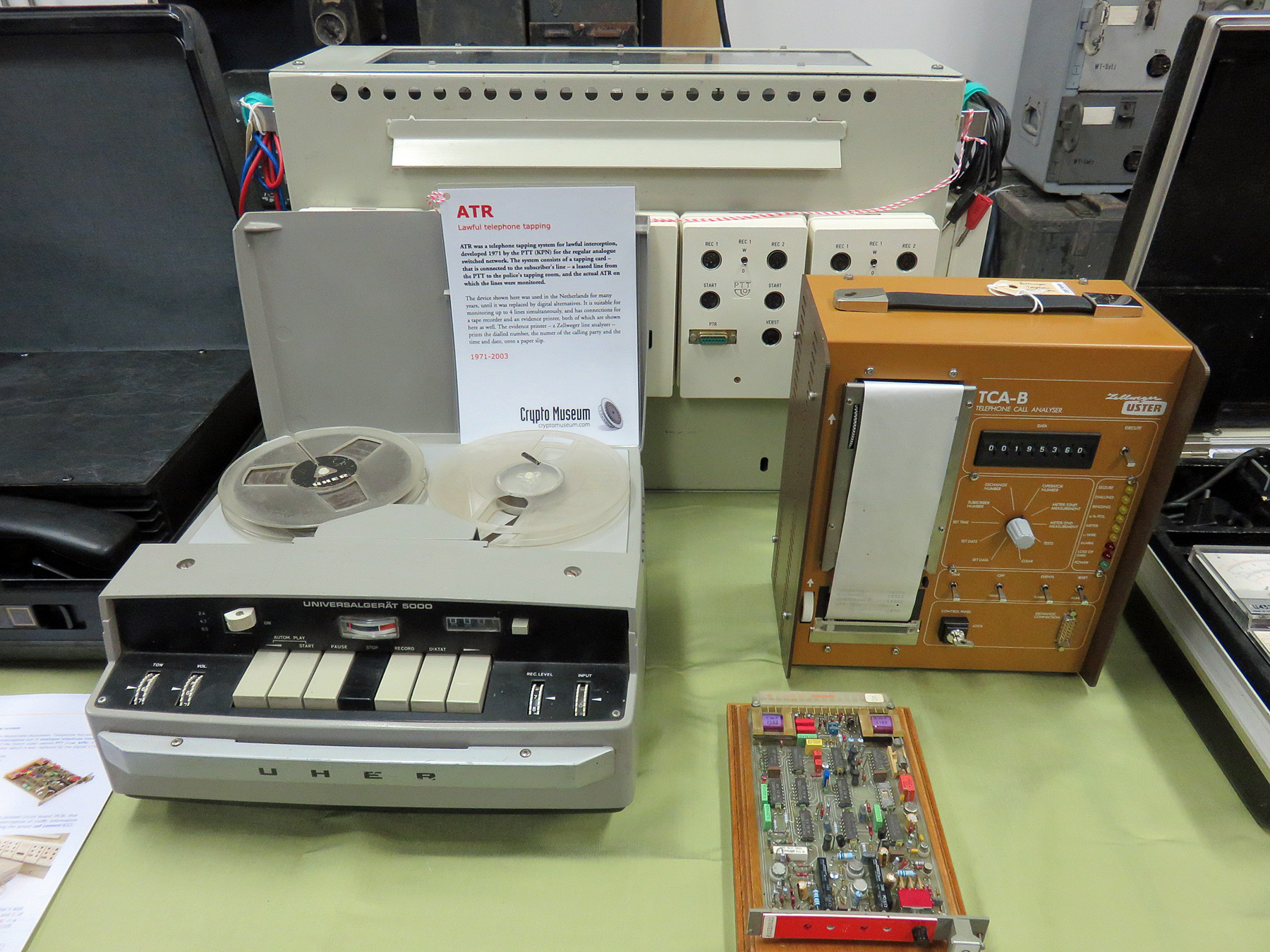
تجهیزات لازم برای شنود ارتباطات مخابراتی

شنود مکالمه‌های تلفنی، به معنای این است که ارگان قانونی و اطلاعاتی در صورتی که نیاز این کار را به هر دلیلی تشخیص دهد، امکان این را داشته باشد که شماره آن تلفن یا تلفن همراه را زیر نظر قرار دهد. به بیان گسترده‌تر، همه مکالمه‌ها، پیامک‌های نوشتاری (SMS) و تصویری (MMS)، ارتباط با اینترنت (GPRS) که به آن شماره می‌رسند یا از آن فرستاده می‌شوند، مورد شنود قرار می‌گیرند.

## ویژگی‌ها و روش‌ها
این شنود می‌تواند هم‌زمان باشد یا تنها ضبط و آرشیو شود و بعد مورد بررسی قرار گیرد. روش‌های فنی شنود در لایه‌های زیری مخابراتی شبکه تلفن همراه با روش‌های شنود و فیلترینگ اینترنت مشابه (بررسی بسته‌های اطلاعاتی) است.
شنود به هیچ وجه قابل شناسایی نیست و فرد تحت نظر، متوجه شنود نمی‌شود. اینگونه نیست که صدایی بیاید یا در مکالمه تأخیری احساس شود، بلکه حتی کیفیت مکالمه نیز هیچ تفاوتی نمی‌کند. شماره‌ها و موقعیت کسانی که با شماره زیرنظر تماس می‌گیرند، نیز ثبت می‌شود و همین‌طور هرگونه فعالیت دیگر چون انتقال مکالمه به شماره دیگر (Call Divert) یا کنفرانس سه نفره و غیره نیز در پروتکل ثبت می‌شود. تغییر موقعیت جغرافیایی و تغییر سلول رادیویی اختلالی در شنود ایجاد نمی‌کند و تمام این فعالیت‌ها ثبت می‌شوند.

## در کشورهای مختلف
کنترل و شنود (و نه فقط ضبط) مکالمات تلفن‌های همراه و ثابت در بسیاری از کشورها همچون ایالات متحده آمریکا به واسطه اقدامات تروریستی سال‌هاست رسماً انجام می‌شود و در برخی کشورهای اروپایی همچون یونان نیز این اقدام به صورت غیررسمی و زیرزمینی صورت می‌پذیرد.

### ایران
در ایران، طبق قانون، نهادی که بخواهد به شنود مکالمات تلفنی بپردازد باید باحکم قاضی یا دادستان این کار را انجام بدهد و برای شنود تک تک افراد نیاز به حکم جداگانه از سوی قوه قضاییه است.
روزنامه هم میهن ۱۷ خرداد ۱۳۸۴ از ضبط و نگهداری مکالمات تلفن همراه و پیام کوتاه تا شش ماه توسط وزارت ارتباطات به دستور رئیس قوه قضائیه خبر داد. محمد سلیمانی وزیر ارتباطات گفته‌است: «اکنون با امکانات دیجیتالی که ایجاد شده‌است امکان ضبط وجود دارد اما هرکسی نمی‌تواند به مکالمات شهروندان دسترسی پیدا کند، مگر اینکه حکم قضایی داشته باشد.»
روزنامه تاتس در برلین نوشته بود که ایران از تکنولوژی DPI) Deep Packet Inspection) برای شنود اینترنت برخوردار است. این به این مفهوم است که تجهیزات شنود می‌توانند همه گونه بسته‌های اطلاعاتی را بگشایند. البته چنانچه کاربران از فیلترشکن‌های VPN-based استفاده کنند، اگر تجهیزات شنود بسته‌ها را بگشایند، قادر به تشخیص محتوای آن‌ها نخواهند بود.
اسماعیل احمدی مقدم فرماندهٔ نیروی انتظامی جمهوری اسلامی ایران در ۲۵ دی ۱۳۸۸ خطاب به معترضان تأکید کرد: «از آنجا که مخابرات کشور در کنترل نیرو‌های نظامی است شناسایی ارسال کنندگان پیامک‌ها کاملاً میّسر است.» وی گفت: «این افراد باید بدانند، بالاخره اس ام اس‌ها را از کجا می‌زنند یا ایمیل‌ها از کجا فرستاده می‌شود که این‌ها زیرمجموعه‌های سیستم‌هایی است که کاملاً تحت کنترل است و نباید تصور کنند که استفاده از آنتی پروکسی‌ها… موجب عدم شناسایی آن‌ها می‌شود.»

### انگلستان
بر اساس یک قانون جدید که با تأیید جکی اسمیت، وزیر امور خارجه انگلستان به اجرا درآمد، بر اساس آن تمام مکالمات و پیامک تلفن‌های عادی و همراه ضبط شده و به مدت یک سال نگهداری می‌شوند و در صورت نیاز در اختیار ۶۵۲نهاد و سازمان انتظامی و امنیتی این کشور قرار داده خواهند شد.

### آمریکا
دفتر تحقیقات فدرال آمریکا «اف‌بی‌آی» از فناوری نوینی به نام «roving bug» برای شنود مکالمات تلفن همراه استفاده می‌کند. این نهاد امنیتی رسمأ اعلام کرده‌است که می‌تواند از راه دور میکروفون تلفن‌های همراه را به منظور شنود مکالماتی که در محدودهٔ نزدیک انجام می‌شود، فعال کند و استفاده از این تکنیک در مورد اعضای باندهای جرائم سازمان یافتهٔ شهر نیویورک از جانب مقامات بلندپایهٔ قضایی وزارت دادگستری ایالات متحده آمریکا مورد تأیید قرار گرفته‌است.